# Microcentrum
Microcentrum is een geslacht van rechtvleugeligen uit de familie sabelsprinkhanen (Tettigoniidae). De wetenschappelijke naam van dit geslacht is voor het eerst geldig gepubliceerd in 1862 door Scudder.

## Soorten
Het geslacht Microcentrum omvat de volgende soorten:
- Microcentrum angustatum Brunner von Wattenwyl, 1878
- Microcentrum bicentenarium Piza, 1968
- Microcentrum californicum Hebard, 1932
- Microcentrum championi Saussure & Pictet, 1898
- Microcentrum concisum Brunner von Wattenwyl, 1878
- Microcentrum costaricense Piza, 1975
- Microcentrum gurupi Piza, 1979
- Microcentrum incarnatum Stoll, 1813
- Microcentrum irregulare Piza, 1973
- Microcentrum lanceolatum Burmeister, 1838
- Microcentrum latifrons Spooner, 1989
- Microcentrum linki Piza, 1971
- Microcentrum louisianum Hebard, 1939
- Microcentrum lucidum Brunner von Wattenwyl, 1878
- Microcentrum malkini Piza, 1980
- Microcentrum marginatum Brunner von Wattenwyl, 1878
- Microcentrum micromargaritiferum Piza, 1980
- Microcentrum minus Strohecker, 1952
- Microcentrum myrtifolium Saussure & Pictet, 1898
- Microcentrum nauticum Piza, 1980
- Microcentrum navigator Piza, 1980
- Microcentrum nigrolineatum Bruner, 1915
- Microcentrum nigrosignatum Piza, 1974
- Microcentrum philammon Rehn, 1918
- Microcentrum punctifrons Brunner von Wattenwyl, 1891
- Microcentrum retinerve Burmeister, 1838
- Microcentrum rhombifolium Saussure, 1859
- Microcentrum securiferum Brunner von Wattenwyl, 1878
- Microcentrum simplex Hebard, 1932
- Microcentrum stylatum Hebard, 1932
- Microcentrum suave Hebard, 1923
- Microcentrum surinamense Piza, 1980
- Microcentrum syntechnoides Rehn, 1903
- Microcentrum totonacum Saussure, 1859
- Microcentrum triangulatum Brunner von Wattenwyl, 1878
- Microcentrum veraguae Hebard, 1933
- Microcentrum w-signatum Piza, 1980